# جيروم كزن
جيروم كزن (بالفرنسية: Jérôme Cousin)‏ مواليد 5 يونيو 1989 في بايي دو لا لوار، فرنسا، هو دراج فرنسي في صنف سباق الدراجات على الطريق.

## روابط خارجية
- جيروم كزن على موقع الاتحاد الدولي للدراجات (الإنجليزية)
- جيروم كزن على موقع أرشيف الدراجات (الإنجليزية)
- جيروم كزن على موقع إحصائيات الدراجات الإحترافية (الإنجليزية)
- جيروم كزن على موقع نسبة الدراجات (الإنجليزية)
- جيروم كزن على موقع CycleBase (الإنجليزية)